# Kopanie (województwo kujawsko-pomorskie)
Kopanie – kolonia w Polsce położona w województwie kujawsko-pomorskim, w powiecie mogileńskim, w gminie Strzelno.

## Podział Administracyjny
W latach 1975–1998 miejscowość administracyjnie należała do województwa bydgoskiego.

## Demografia
Kolonia liczy 0 mieszkańców. Nie jest zamieszkana.

## Historia
W miejscowości znajdował się folwark podlegający majątkowi szlacheckiemu Górki. Składał się z budynku mieszkalnego, obory, budynków gospodarczych. Przejęty przez Skarb Państwa w 1945. W oborze znajdowała się wtedy kwarantanna dla bydła przed exportem za granicę. Po budynkach pozostały tylko pozostałości fundamentów.

## Urodzeni na Kopaniu
• Józef Prandota-Trzciński (1841-1918) - ziemianin gospodarujący później w Ostrowie nad Gopłem, ojciec: ks. prof. dra. Tadeusza Prandoty-Trzcińskiego (1880-1912) - teologa, dra. Juliusza Prandoty-Trzcińskiego (1880-1939) - polityka, działacza społecznego, posła na Sejm Ustawodawczy II RP, ziemianina, Józefa Prandoty-Trzcińskiego (1880-1939) - ziemianina, aktywnego działacza na niwie społeczno-gospodarczej i politycznej.